# USS Chester (CA-27)
USS Chester byl těžký křižník amerického námořnictva třídy Northampton. Byl postaven v loděnici New York Shipbuilding Co. v Camdenu v New Jersey. Za druhé světové války křižník operoval v Pacifiku. Například se účastnil bitvy u Leyte či dobytí Iwodžimy a Okinawy. Křižník v pořádku přečkal válečné operace a v roce 1946 byl vyřazen z aktivní služby. V roce 1959 byl sešrotován.